# Peniche
Pour les articles homonymes, voir Péniche (homonymie).
Peniche est une ville portugaise du district de Leiria,  située dans le sous-région de l'Ouest, dans la province de l'Estremadura, et l'Ouest et Vallée du Tage.
C'est le siège d'une commune de 77,55 km2 de superficie et 28 615 habitants (2008), subdivisée en 6 freguesias, dont 3 dans Peniche même. La ville est limitée à l'est par Óbidos, au sud par Lourinhã et à l'ouest et au nord par l'océan Atlantique. Au large se trouve l'archipel des Berlengas.
Premier port de pêche du Portugal, Peniche est en partie encerclée par des murailles du XVIe siècle. Du côté sud, près de la mer, se dresse la forteresse du XVe siècle utilisée comme prison pendant le régime de Salazar, d'où s'est évadé le secrétaire général du parti communiste, Álvaro Cunhal.
Située sur le cap Carvoeiro, avec ses églises blanches typiques, Peniche a attiré les artistes et notamment le peintre français Maurice Boitel.
La plage de Peniche est une des meilleures du Portugal pour la pratique du surf (elle a accueilli en octobre 2009 la compétition de surf Rip Curl Pro Search), du bodyboard…

## Géographie
Commandant l'accès d'une presqu'île longue de près de trois kilomètres que précède un isthme sableux où s'étalent des marais salants, Peniche est le second port de pêche du Portugal en même temps qu'un centre de constructions navales et de conserveries de poisson.

### Localisation

#### Distances
| Atouguia da Baleia | Lourinhã | Óbidos | Bombarral | Caldas da Rainha | Torres Vedras | Nazaré |
| ------------------ | -------- | ------ | --------- | ---------------- | ------------- | ------ |
| 0 h 10             | 0 h 20   | 0 h 25 | 0 h 30    | 0 h 35           | 0 h 40        | 0 h 50 |

| aéroport de Lisbonne | Aveiro | Porto, Viseu | Braga | Vilar Formoso (frontière est) | Faro   | Chaves |
| -------------------- | ------ | ------------ | ----- | ----------------------------- | ------ | ------ |
| 1 h 5                | 2 h 0  | 2 h 30       | 3 h 0 | 3 h 15                        | 3 h 30 | 3 h 40 |

## Population et société

### Démographie
| 1801  | 1849  | 1900  | 1930   | 1960   | 1981   |
| ----- | ----- | ----- | ------ | ------ | ------ |
| 2 460 | 5 953 | 8 199 | 16 019 | 22 200 | 25 627 |

| 1991   | 2001   | 2004   | 2008   | - | - |
| ------ | ------ | ------ | ------ | - | - |
| 25 880 | 27 315 | 28 164 | 28 615 | - | - |

## Patrimoine

### Religieux
- Igreja de São Pedro
- Igreja Nossa Senhora da Conceição
- Igreja Nossa Senhora da Ajuda

### Militaires et civils
- Phare du cap Carvoeiro
- Forteresse de Peniche
- Fort de Praia da Consolação
- Forte de São João Batista

## Culture

### Gastronomie
- Caldeirada de safio

- Pasteis Penichenses

### Surf
Avec sa forte exposition au vent et aux vagues, Peniche détient un fort potentiel au niveau du surf. La ville a récemment été baptisée Capitale de la Vague. 
- Compétition

Elle accueille tous les ans depuis 2009 le Moche Rip Curl Pro Portugal, qu'elle accueillera en 2014 du 8 au 19 octobre.
- Spots et écoles de surf

La ville de Peniche possède de nombreuses infrastructures dédiées au surf. Elle bénéficie de nombreux spots tels que les Supertubos, connu pour ses vagues tubulaires. Des écoles de surf fleurissent aux alentours du centre.

## Galerie

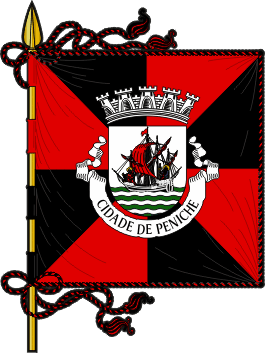
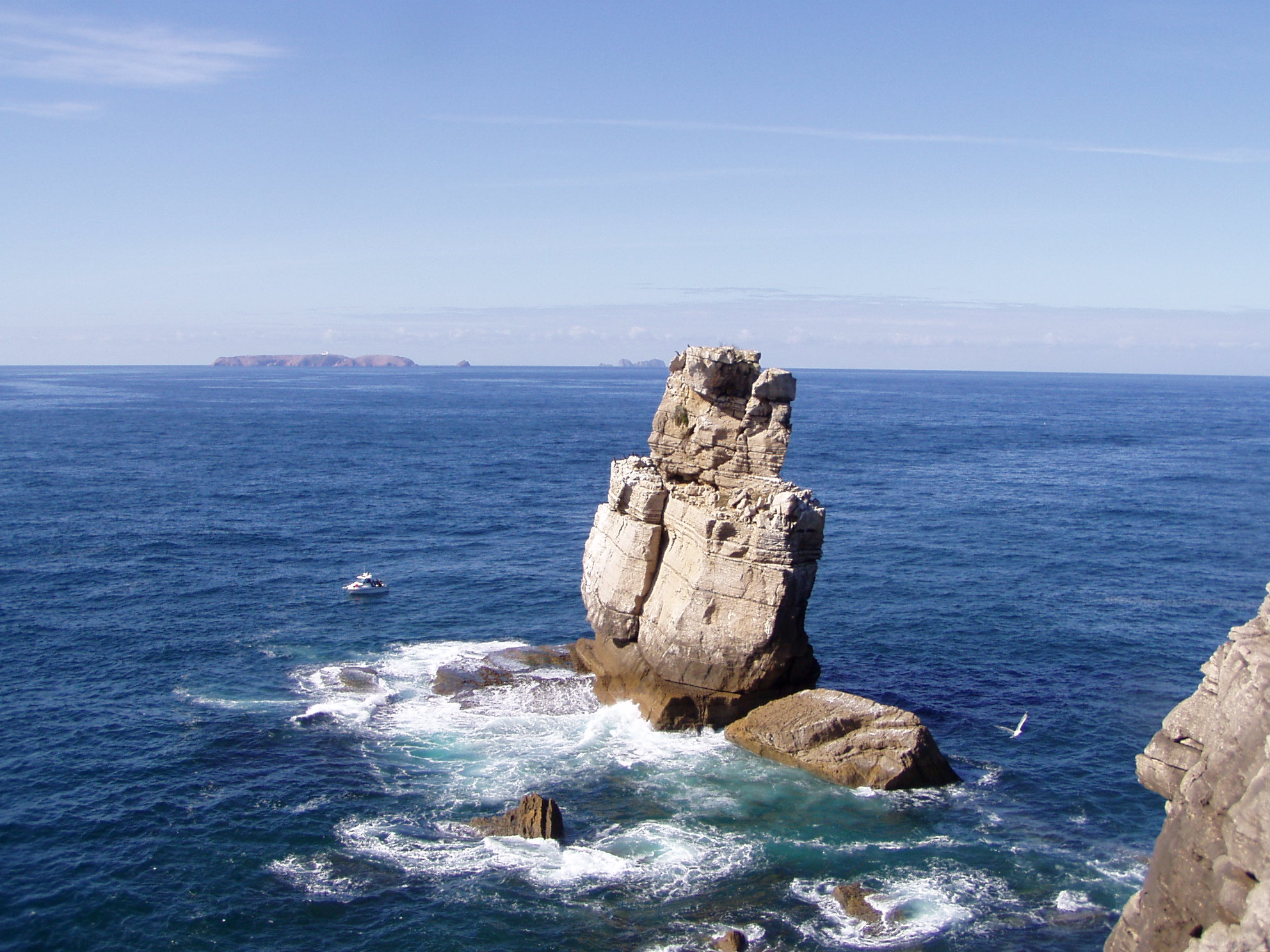
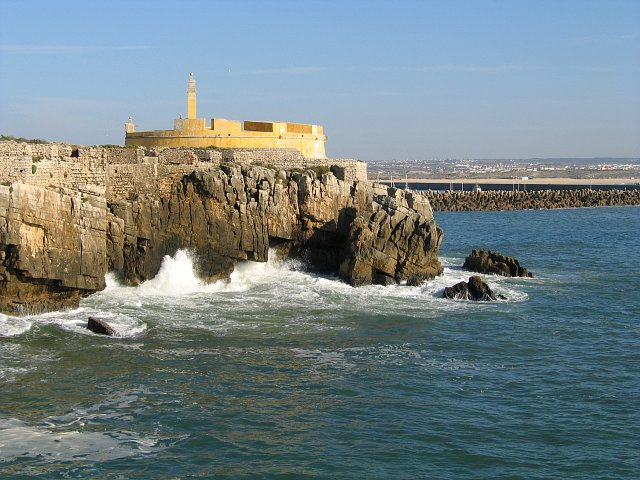
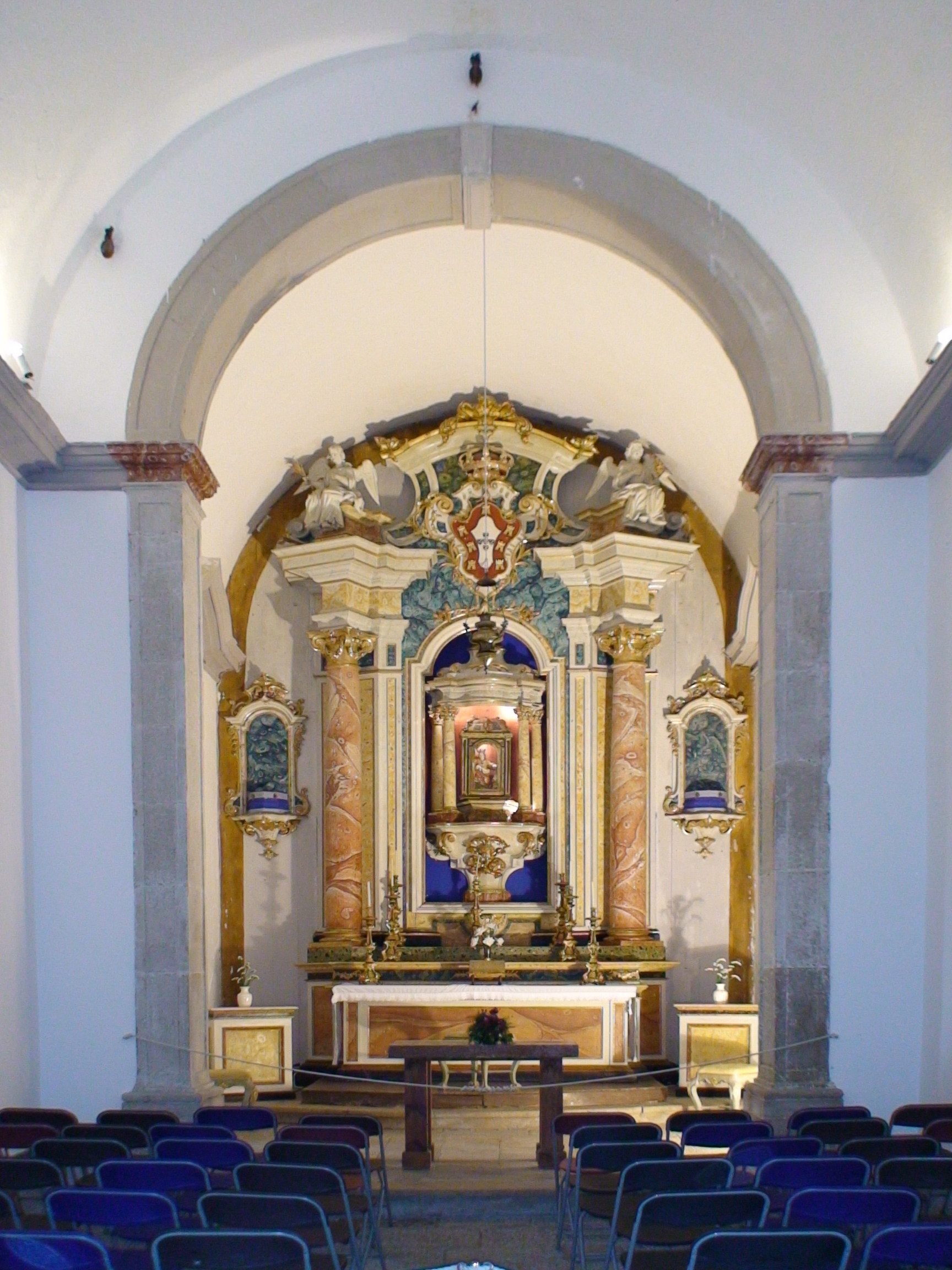